# David Macpherson
David Macpherson (Launceston, 3 juli 1967) is een voormalig tennisspeler uit Australië, die tussen 1985 en 2002 actief was in het professionele circuit.
Macpherson was vooral succesvol in het herendubbeltennis waarin hij zestien ATP-toernooien op zijn naam schreef en in nog eens dertien finales stond. Tegenwoordig is Macpherson de coach van Bob en Mike Bryan.

## Palmares
| Legenda                       | Legenda               |
| ----------------------------- | --------------------- |
| Grand Slam                    |                       |
| Olympische Spelen             |                       |
| tot 2009                      | vanaf 2009            |
| Tennis Masters Cup            | ATP Finals            |
| ATP Masters Series            | ATP Tour Masters 1000 |
| ATP International Series Gold | ATP Tour 500          |
| ATP International Series      | ATP Tour 250          |

| Nr.                           | Datum            | Toernooi               | Ondergrond    | Partner           | Tegenstanders in finale          | Score               | Details |
| ----------------------------- | ---------------- | ---------------------- | ------------- | ----------------- | -------------------------------- | ------------------- | ------- |
| Gewonnen finales herendubbel  |                  |                        |               |                   |                                  |                     |         |
| 1.                            | 18 februari 1990 | ATP Toronto Indoor     | Tapijt (i)    | Patrick Galbraith | Neil Broad Kevin Curren          | 2–6, 6–4, 6–3       | Details |
| 2.                            | 9 februari 1992  | ATP Milaan             | Tapijt (i)    | Neil Broad        | Sergio Casal Emilio Sánchez      | 5–7 7–5 6–4         | Details |
| 3.                            | 8 maart 1992     | ATP Indian Wells       | Hardcourt     | Steve DeVries     | Kent Kinnear Sven Salumaa        | 4-6, 6-3, 6-3       | Details |
| 4.                            | 3 mei 1992       | ATP Atlanta            | Gravel        | Steve DeVries     | Mark Keil Dave Randall           | 6–3, 6–3            | Details |
| 5.                            | 10 mei 1992      | ATP Charlotte          | Gravel        | Steve DeVries     | Bret Garnett Jared Palmer        | 6–4, 7–6            | Details |
| 6.                            | 21 juni 1992     | ATP Manchester         | Gras          | Patrick Galbraith | Jeremy Bates Laurie Warder       | 4–6, 6–3, 6–2       | Details |
| 7.                            | 4 oktober 1992   | ATP Brisbane           | Hardcourt (i) | Steve DeVries     | Patrick McEnroe Jonathan Stark   | 6–4, 6–4            | Details |
| 8.                            | 18 april 1993    | ATP Nice               | Gravel        | Laurie Warder     | Shelby Cannon Scott Melville     | 3-4 opgave          | Details |
| 9.                            | 5 maart 1995     | ATP Scottsdale         | Hardcourt     | Trevor Kronemann  | Luis Lobo Javier Sánchez         | 4-6, 6-3, 6-4       | Details |
| 10.                           | 16 april 1995    | ATP Barcelona          | Gravel        | Trevor Kronemann  | Andrea Gaudenzi Goran Ivanišević | 6–2, 6–4            | Details |
| 11.                           | 7 mei 1995       | ATP München            | Gravel        | Trevor Kronemann  | Luis Lobo Javier Sánchez         | 6–3, 6–4            | Details |
| 12.                           | 18 februari 1996 | ATP San José           | Hardcourt (i) | Trevor Kronemann  | Richey Reneberg Jonathan Stark   | 6–4, 3–6, 6–3       | Details |
| 13.                           | 24 mei 1998      | ATP Sankt Pölten       | Gravel        | Jim Grabb         | David Adams Wayne Black          | 6–4, 6–4            | Details |
| 14.                           | 7 januari 2001   | ATP Adelaide           | Hardcourt     | Grant Stafford    | Wayne Arthurs Todd Woodbridge    | 6–7(5), 6–4, 6–4    | Details |
| 15.                           | 7 oktober 2001   | ATP Tokio              | Hardcourt     | Rick Leach        | Paul Hanley Nathan Healey        | 1–6, 7–6(6), 7–6(4) | Details |
| 16.                           | 13 juli 2003     | ATP Newport            | Gras          | Jordan Kerr       | Julian Knowle Jürgen Melzer      | 7–6(4), 6–3         | Details |
| Verloren finales heren dubbel |                  |                        |               |                   |                                  |                     |         |
| 1.                            | 3 maart 1991     | Rotterdam              | Tapijt (i)    | Steve DeVries     | Patrick Galbraith Anders Järryd  | 6-7, 2-6            | Details |
| 2.                            | 20 oktober 1991  | ATP Lyon               | Tapijt (i)    | Steve DeVries     | Tom Nijssen Cyril Suk            | 6-7, 3-6            | Details |
| 3.                            | 1 november 1992  | ATP Stockholm          | Tapijt (i)    | Steve DeVries     | Todd Woodbridge Mark Woodforde   | 3-6, 4-6            | Details |
| 4.                            | 21 februari 1993 | ATP Stuttgart (indoor) | Hardcourt (i) | Steve DeVries     | Mark Kratzmann Wally Masur       | 3-6, 6-7            | Details |
| 5.                            | 22 augustus 1993 | ATP New Haven          | Hardcourt     | Steve DeVries     | Cyril Suk Daniel Vacek           | 3-6, 6-7            | Details |
| 6.                            | 15 januari 1995  | ATP Sydney             | Hardcourt     | Trevor Kronemann  | Todd Woodbridge Mark Woodforde   | 6-7, 4-6            | Details |
| 7.                            | 14 juli 1996     | ATP Gstaad             | Gravel        | Trevor Kronemann  | Jiří Novák Pavel Vízner          | 6-4, 6-7, 6-7       | Details |
| 8.                            | 22 juni 1997     | ATP Rosmalen           | Gras          | Trevor Kronemann  | Jacco Eltingh Paul Haarhuis      | 4-6 5-7             | Details |
| 9.                            | 13 juli 1997     | ATP Gstaad             | Gravel        | Trevor Kronemann  | Jevgeni Kafelnikov Daniel Vacek  | 6-4, 6-7, 3-6       | Details |
| 10.                           | 1 maart 1998     | ATP Philadelphia       | Hardcourt     | Richey Reneberg   | Jacco Eltingh Paul Haarhuis      | 6-7(6), 7-6(3), 2-6 | Details |
| 11.                           | 12 maart 2000    | ATP Scottsdale         | Hardcourt     | Patrick Galbraith | Jared Palmer Richey Reneberg     | 3-6, 5-7            | Details |
| 12.                           | 15 april 2001    | ATP Casablanca         | Gravel        | Pablo Albano      | Michael Hill Jeff Tarango        | 6-7(2), 3-6         | Details |
| 13.                           | 30 april 2001    | ATP Atlanta            | Gravel        | Rick Leach        | Mahesh Bhupathi Leander Paes     | 3-6, 6-7(7)         | Details |

## Prestatietabel
| Legenda | Legenda                          |
| ------- | -------------------------------- |
| g.t.    | geen toernooi gehouden           |
| l.c.    | lagere categorie                 |
| –       | niet deelgenomen                 |
| G       | uitgeschakeld in de groepsfase   |
| 1R      | uitgeschakeld in de eerste ronde |
| 2R      | uitgeschakeld in de tweede ronde |
| 3R      | uitgeschakeld in de derde ronde  |
| 4R      | uitgeschakeld in de vierde ronde |
| KF      | uitgeschakeld in de kwartfinale  |
| HF      | uitgeschakeld in de halve finale |
| F       | de finale verloren               |
| W       | het toernooi gewonnen            |
| w-v     | winst/verlies-balans             |

### Prestatietabel grand slam, dubbelspel
| Toernooi        | 1983 | 1984 | 1985 | 1987 | 1988 | 1989 | 1990 | 1991 | 1992 | 1993 | 1994 | 1995 | 1996 | 1997 | 1998 | 1999 | 2000 | 2001 | 2002 |
| --------------- | ---- | ---- | ---- | ---- | ---- | ---- | ---- | ---- | ---- | ---- | ---- | ---- | ---- | ---- | ---- | ---- | ---- | ---- | ---- |
| Australian Open | 1R   | 2R   | 3R   | 2R   | 2R   | 1R   | 1R   | 2R   | 1R   | 3R   | 2R   | 3R   | 2R   | 2R   | HF   | 2R   | 3R   | 1R   | 2R   |
| Roland Garros   | –    | –    | –    | 1R   | 1R   | –    | 1R   | 3R   | 2R   | 1R   | 1R   | 1R   | 3R   | 2R   | 3R   | 1R   | 2R   | 1R   | 1R   |
| Wimbledon       | –    | –    | –    | –    | 1R   | –    | 2R   | 2R   | 3R   | 1R   | 3R   | 2R   | 1R   | 2R   | KF   | 2R   | 1R   | 1R   | KF   |
| US Open         | –    | –    | –    | 1R   | –    | –    | 2R   | KF   | 2R   | 2R   | 2R   | 2R   | KF   | 3R   | 2R   | 2R   | KF   | 2R   | 2R   |